# Березовка (Здвінський район)
Березовка (рос. Берёзовка) — селище у Здвінському районі Новосибірської області Російської Федерації.
Входить до складу муніципального утворення Рощінська сільрада. Населення становить 351 особа (2010).

## Історія
Згідно із законом від 2 червня 2004 року органом місцевого самоврядування є Рощінська сільрада.

## Населення
| 2002 | 2007 | 2010 |
| ---- | ---- | ---- |
| 419  | ↘370 | ↘351 |